# Tachina plumasana
Tachina plumasana là một loài ruồi trong họ Tachinidae.